# K-1 RISING 2012 WORLD GP FINAL 16
K-1 RISING 2012 WORLD GP FINAL 16は、K-1の大会の一つ。
2012年10月14日、東京都墨田区の両国国技館で行われた。新たな運営母体国際K-1連盟としては初の日本大会となった。

## 大会概要
K-1 RISING 2012 WORLD GPの1回戦8試合が行なわれ、ミルコ・クロコップ、カタリン・モロサヌ、上原誠、イスマエル・ロント、ヘスディ・カラケス、ザビット・サメドフ、ジャレル・ミラー、ベン・エドワースの8名が12月26日にニューヨークで開催される決勝大会進出を決めた。